# Алекс Ламбахер
Алекс Ламбахер (итал. Alex Lambacher — Бресаноне, 7. октобар 1996) професионални је италијански хокејаш на леду који игра на позицији централног и деснокрилног нападача. 
Члан је сениорске репрезентације Италије за коју је дебитовао током 2016. године, док је први званичан наступ за репрезентацију на међународним такмичењима остварио на Светском првенству 2017. године. 